# HD15368
HD15368 є хімічно пекулярною зорею спектрального класу
A4 й має видиму зоряну величину в смузі V приблизно 8,9.